# Edmar Victoriano
Edmar Victoriano, né le 1er novembre 1975 à Luanda, en Angola, est un joueur angolais de basket-ball, évoluant au poste d'ailier. Il est le frère d'Ângelo Victoriano et de Justino Victoriano.

## Palmarès
- Champion d'Afrique 1999, 2001, 2003